# مياه بيضاء
مياه بيضاء (بالإنجليزية: White Waters)‏ هُو فيلم دراما نيجيري صدر سنة 2007 وأخرجه إيزو أوجوكو. حصل الفيلم على 12 ترشيحًا وفاز بأربع جوائز في النسخة الرابعة من حفل توزيع جوائز الأكاديمية الأفريقية للأفلام سنة 2008، هي جائزة أفضل مُخرج وأفضل تصوير سينمائي وأفضل صوت وجائزة أفضل مُمثلة في دور مُساعد التي حصلت عليها المُمثلة دجوك سيلفا.

## روابط خارجية
مياه بيضاء على موقع IMDb (الإنجليزية)